# Atractodes
Atractodes är ett släkte av steklar som beskrevs av Johann Ludwig Christian Gravenhorst 1829. Atractodes ingår i familjen brokparasitsteklar.

## Dottertaxa tillAtractodes, i alfabetisk ordning[1][2]
- Atractodes aciculatus
- Atractodes acuminator
- Atractodes alamagnus
- Atractodes albovinctus
- Atractodes alpestris
- Atractodes alpinus
- Atractodes alutaceus
- Atractodes ambiguus
- Atractodes americanus
- Atractodes angustipennis
- Atractodes arator
- Atractodes ashmeadi
- Atractodes assimilis
- Atractodes aterrimus
- Atractodes bicolor
- Atractodes brevipennis
- Atractodes brevissimus
- Atractodes citator
- Atractodes compressus
- Atractodes croceicornis
- Atractodes cryptobius
- Atractodes cultellator
- Atractodes cultus
- Atractodes cylindraceus
- Atractodes designatus
- Atractodes exilis
- Atractodes exitalis
- Atractodes exitialis
- Atractodes faeroeensis
- Atractodes fatuus
- Atractodes fennoscandicus
- Atractodes ficticius
- Atractodes fittoni
- Atractodes foveoclypeatus
- Atractodes foveolatus
- Atractodes fumatus
- Atractodes genuinus
- Atractodes gillettei
- Atractodes gilvipes
- Atractodes grandis
- Atractodes gravidus
- Atractodes helveticus
- Atractodes holmgreni
- Atractodes incrassator
- Atractodes intersectus
- Atractodes kasparyani
- Atractodes kincaidi
- Atractodes klinckowstroemi
- Atractodes labefactor
- Atractodes laphroscopoides
- Atractodes lapponicus
- Atractodes ligatus
- Atractodes longiceps
- Atractodes magnus
- Atractodes mallyi
- Atractodes mesozonius
- Atractodes minutus
- Atractodes muiri
- Atractodes necrix
- Atractodes nigerrimus
- Atractodes nigricoxus
- Atractodes nigripennis
- Atractodes nitidulator
- Atractodes obsoletor
- Atractodes oribates
- Atractodes pacificus
- Atractodes paucus
- Atractodes pauxillus
- Atractodes pediophilus
- Atractodes piceicornis
- Atractodes picipes
- Atractodes podagricus
- Atractodes politus
- Atractodes popofensis
- Atractodes praecautus
- Atractodes procerus
- Atractodes productus
- Atractodes provancheri
- Atractodes punctator
- Atractodes punctulatus
- Atractodes pusillus
- Atractodes quadrispinus
- Atractodes remotus
- Atractodes repudiatus
- Atractodes robustus
- Atractodes rodnensis
- Atractodes romani
- Atractodes rossicus
- Atractodes ruficollis
- Atractodes rufipes
- Atractodes rufiventris
- Atractodes salius
- Atractodes scutellatus
- Atractodes spiniger
- Atractodes spiraculator
- Atractodes striativentris
- Atractodes subrepens
- Atractodes subsimilis
- Atractodes teneriventris
- Atractodes tenuipes
- Atractodes thomsoni
- Atractodes tibialis
- Atractodes townesi
- Atractodes turkuensis
- Atractodes vicinus
- Atractodes xanthoneurus